# Nikobarerna
Nikobarerna är en långsträckt ögrupp i Indiska oceanen.  Tillsammans med Andamanerna utgör de toppar av en undervattensrygg mellan Arakanbergen och Sumatra, och utgör gräns mellan Bengaliska viken och Andamansjön.

## Administration
Öarna tillhör det indiska unionsterritoriet Andamanerna och Nikobarerna där de utgör distriktet Nicobars.

## Tsunamin 2004
De låglänta öarna blev hårt drabbade av tsunamin 2004. 

## Klimat
Tropiskt monsunklimat råder i trakten. Årsmedeltemperaturen i trakten är 23 °C. Den varmaste månaden är mars, då medeltemperaturen är 26 °C, och den kallaste är september, med 22 °C. Genomsnittlig årsnederbörd är 3 235 millimeter. Den regnigaste månaden är september, med i genomsnitt 415 mm nederbörd, och den torraste är mars, med 59 mm nederbörd.